# Scheldeprijs Vlaanderen 2007
Lo Scheldeprijs Vlaanderen 2007, novantatreesima edizione della corsa, valido come evento dell'UCI Europe Tour 2007 categoria 1.HC, si svolse il 18 aprile 2007 per un percorso di 197 km. Fu vinto dal britannico Mark Cavendish, che terminò la gara in 4h09'00" alla media di 47,469 km/h.
Dei 176 ciclisti alla partenza furono in 153 a portare a termine il percorso.

## Ordine d'arrivo (Top 10)
| Pos. | Corridore         | Squadra     | Tempo    |
| ---- | ----------------- | ----------- | -------- |
| 1    | Mark Cavendish    | T-Mobile    | 4h09'00" |
| 2    | Robbie McEwen     | Predictor   | s.t.     |
| 3    | Gert Steegmans    | Quick Step  | s.t.     |
| 4    | Wouter Weylandt   | Quick Step  | s.t.     |
| 5    | Graeme Brown      | Rabobank    | s.t.     |
| 6    | Claudio Cucinotta | Tenax       | s.t.     |
| 7    | Erik Zabel        | Milram      | s.t.     |
| 8    | Baden Cooke       | Unibet.com  | s.t.     |
| 9    | Daniel Musiol     | Wiesenhof   | s.t.     |
| 10   | Steven Caethoven  | Ch. Jacques | s.t.     |